# ЖС Сен-Пиероаз
Сен-Пиероаз (на френски: Jeunesse Sportive Saint-Pierroise) е реюнионски футболен отбор от град Сен Пиер, разположен в южната част на острова. Известен още като ЖССП и ЖС Сен-Пиероаз. Наю-известният футболист играл за тима е Димитри Пайе, играл още за „Уест Хем Юнайтед“, „Лил“, „Олимпик Марсилия“ и Франция.

## История
„Сен-Пиероаз“ е основан през 1950 година в отвъдморска територия на Франция – Реюнион. Най-титулуваният клуб на острова – 2 пъти шампион на страната си. Срещите си играе на стадион „Мишел Волни“ в град Сен Пиер с капацитет 8010 зрители.

## Успехи

### Национални
- Режионал 1 Реюнион:
  -  Шампион (21, рекорд): 1956, 1957, 1959, 1960, 1961, 1971, 1972, 1973, 1975, 1976, 1978, 1989, 1990, 1993, 1994, 2008, 2015, 2016, 2017, 2018, 2019
- Купа на Реюнион:
  -  Носител (11, рекорд): 1959, 1962, 1971, 1980, 1984, 1989, 1992, 1993, 1994, 2018, 2019
- Регионална купа на Франция:
  -  Носител (7): 1964, 1971, 1976, 1977, 1989, 2016, 2019
- Трофей на шампионите:
  -  Носител (1): 2019
- Купа на Франция:
  - 1/16 финалист (1): 2019/20

### Международни
- Купа Д. О. М.: (участват отбори от Френска Гвиана, Майот, Гваделупа, Мартиника и Реюнион)
  -  Носител (3): 1990, 1991, 1995
- Купа на шампионите на Африка:
  - 2 кръг (1): 1997
- Шампионска лига на Африка:
  - 2 кръг (1): 1995
- Купа на Африка:
  - 1 кръг (1): 2002

### Известни футболисти
- Елиот Гранден
- Роже Мила
- Жан-Пиер Папен
- Димитри Пайе
- Джибрил Сисе